# تشارلز روسكو سافاج
تشارلز روسكو سافاج (بالإنجليزية: Charles Roscoe Savage) (أغسطس 16 عام 1832 – فبراير 4 عام 1909)، مصور للمناظر الطبيعية والبورتريه وُلِدَ في بريطانيا. تحول سافاج إلى كنيسة يسوع المسيح لقديسي الأيام الأخيرة في شبابه أثناء إقامته في إنجلترا. ذهب في مهمة إلى سويسرا وانتقل في النهاية إلى الولايات المتحدة. في أمريكا، أصبح سافاج مهتمًا بالتصوير الفوتوغرافي وبدأ بالتقاط الصور والاستفادة منها في الشرق. سافر إلى مدينة سولت ليك مع عائلته وأنشأ معرض آرت بازار حيث باع العديد من صوره. ركز سافاج جهوده في التصوير الفوتوغرافي بشكل أساسي على الصور العائلية والمناظر الطبيعية والوثائقيات. اشتهر بصوره عام 1869 لربط أول سكة حديدية ممتدة عبر القارة في برومونتوري، يوتا.

## مهنته المُبكرة في التصوير الفوتوغرافي
في ربيع عام 1860، سافر سافاج مع شركة براون سافاج إلى مدينة سولت ليك، إقليم يوتا بصحبة عائلته. قام بتصوير مسار المورمون أثناء سفره إلى ولاية يوتا لكن لم تنجو أي صور منها. في عام 1861، أنشأ استوديو للتصوير الفوتوغرافي مع شريك آخر يُدعى مارسينا كانون، وهو مصور يعمل في فن التصوير الداجيري من ولاية يوتا. بعد عام، بعد انتقال كانون إلى جنوب ولاية يوتا، أسّس سافاج شراكة مع الفنان جورج إم. أوتينجر. ساهم أوتينجر وسافاج في تنظيم أكاديمية الصحراء للفنون، والتي سرعان ما حلت محلها جامعة يوتا. رسم أوتينجر المناظر الطبيعية لمسرح سولت ليك والتقط صورًا للمباني المحلية والمناظر الطبيعية. أصبح سافاج يتمتع بشعبية متزايدة إذ كلفه مصور بورتريه وأشخاص بارزون في ولاية يوتا بالتقاط صور خاصة بهم. كان أيضًا عضوًا نشطًا في الجناح العشرين وغنى في جوقة مورمون تابيرناكل ثم انضم إلى فيلق ناوفو لإعطاء بعض المحاضرات في مواضيع مختلفة في المعهد الأدبي المحلي. أعلن سافاج عن عمله في الصحف المحلية من أجل توسيع أعماله. قام بعمل مجموعة من صور الأطفال التي التقطها على مر السنين والتي غالبًا ما كانت تشتريها العائلات. لحماية عمله من انتهاك حقوق الطبع والنشر، احتفظ سافاج بالنسخ الأصلية لصوره، ما منحه مزيدًا من التحكم في استخدامها.
انضم تشارلز دبليو كارتر إلى استوديو أوتينجر وسافاج للتصوير الفوتوغرافي في وقت ما بعد نوفمبر عام 1864، عندما وصل كارتر إلى مدينة سولت ليك. أنشأ كارتر استوديو التصوير الخاص به بالتعاون مع جي. بي. سيلفيس في وقت ما في عام 1867. غالبًا ما كان كارتر يطبع ويبيع أعمال مصورين آخرين. نظرًا لأنه من الصعب تحديد ما إذا كانت بعض الصور من هذا الوقت قد التقطها كارتر أو سافاج، إنما يُنسب الفضل أحيانًا إلى كلا المصورين. بينما كان أندرو جوزيف راسل يوثق بناء سكة حديد يونيون باسيفيك في عام 1868، التقى مع سافاج وأصبحا صديقين. غالبًا ما التقط المصوران صورًا لنفس المشاهد في غضون دقائق من بعضهما البعض.

## العمل الأولي في السكك الحديدية ورحلته إلى مدينة نيويورك
بحلول عام 1866، بيعت سلسة فيوز أوف ذا غريت ويست المجسمة من قِبَل شركتي السكك الحديدية يونيون باسيفيك ودنفر وريو جراندي. أعطته هذه الفرصة تصريحًا مجانيًا لاستخدام قطارات الشركتين أينما يريد. في نفس العام، قام بجولة في استوديوهات التصوير الفوتوغرافي الكبرى في الولايات المتحدة وذلك لتحسين مهاراته في التصوير الفوتوغرافي ونشر نسخ من صوره. في سان فرانسيسكو، التقى كارلتون واتكينز، الذي تميّز بطريقة خاصة في إنتاج الأعمال الكبيرة من خلال وضع نسخ أصلية مطورة في حمام مائي حتى تصبح جاهزة للطباعة. أشار سافاج إلى أن طريقة واتكينز كانت مرهقة، لكن نتائج العمل كانت مبهرة فعلًا. سافر سافاج بالقارب إلى مدينة نيويورك حيث ألهمه التقدم في تعليم التصوير الفوتوغرافي والتكنولوجيا. أثناء وجوده في مدينة نيويورك، أبرم اتفاقًا مع صمويل آر. ويلز الذي باع الصور التي التقطها سافاج، بينما بالمقابل باع سافاج منشورات ويلز في استوديو التصوير الخاص به في ولاية يوتا. أبرم سافاج اتفاقيات مماثلة مع موزعين آخرين. بعد صنع قمرة التصوير الخاصة به، أنفق سافاج 3400 دولار على لوازم التصوير الفوتوغرافي التي ابتاعها من شركة إي وإتش تي أنتوني، ثم سافر مع مجموعة من المستوطنين المورمون إلى مدينة سولت ليك. فُقدت معظم إمداداته الجديدة جراء حادث أثناء عبور نهر بلات في رحلة العودة. سدد سافاج بعض الديون على مدى تسع سنوات، لكنه توقف عن الدفع عندما كان على وشك الإفلاس. رفعت الشركة دعوى قضائية ضده، وبعد معركة قانونية طويلة، تمت تسوية الدين في عام 1883.
صور سافاج الربط بين شركتي يونيون باسيفيك وسكك حديد وسط المحيط الهادئ وعرضها في قمة برومونتري، يوتا في عام 1869. تعتبر هذه السلسلة أشهر أعماله. تشمل صور سافاج الأخرى المعروفة أيضًا صورًا لقبائل الحوض العظيم، وخاصة شعب بايوت الشمالي وقبيلة شوشوني. قام بتصوير مناطق ذات مناظر خلابة في الغرب، بما في ذلك متنزه يلوستون وصهيون الوطنيين، والتقط العديد من الصور التي توثق تطور بلدات ومدن يوتا. غالبًا ما كان الفنان ألفريد لامبورن المولود في إنجلترا يرسم بعض المشاهد بينما يقوم سافاج بالتصوير. سافر سافاج أيضًا على نطاق واسع فوق غرب أمريكا الشمالية والتقط الصور في مناطق مختلفة من كندا والمكسيك وأيضًا في مناطق من المحيط الهادئ إلى نبراسكا في الغرب الأوسط. فُقدت معظم صور سافاج المؤرشفة التي طُبعت بعدة طرق مختلفة من فن التصوير الفوتوغرافي المبكر في عام 1883 إثر حريق كارثي دمّر الاستوديو.
تم إعادة إنتاج العديد من صور سافاج في صحيفة هاربر ويكلي، بعد أن ترك مجموعة من الصور في مكاتب الصحيفة أثناء جولته في الولايات المتحدة. استمرت هذه الشراكة حتى عام 1870، عندما بدأ في تقديم الصور إلى صحيفة ليزلي إلستريتد بدلًا من ذلك.
في عام 1870، تلقى سافاج دعوة من بريغهام يونغ ليكون جزءًا من زيارة يونغ إلى مدن جنوب ولاية يوتا. غادر حزب يونغ في 25 فبراير للسفر عبر «ديكسي» في ولاية يوتا. كتب سافاج عن تجاربه خلال هذا الوقت في صحيفة إمبروفمنت إيرا. أحضر أيضًا معدات التصوير الخاصة به لتصوير القادة الرئيسيين للرحلة وكذلك وادي صهيون الصغير، المعروف اليوم باسم متنزه صهيون الوطني. عند رحلة العودة، أُصيب ابنه إينوس، البالغ من العمر خمسة أشهر، بمرض شديد. توفي إينوس بعد فترة وجيزة من عودة سافاج. بناءً على طلب سافاج، رسم جورج أوتينجر صورة إينوس لآني. وجد سافاج العزاء في عمله عن كل ذلك ثم غادر إلى كاليفورنيا بعد شهر من وفاة إينوس.